# Финска на Европском првенству у атлетици у дворани 1971.
Финска је учествовала на 2. Европском првенству у атлетици у дворани 1971. одржаном у Софији, Бугарска, 13. и 14. марта. Репрезентацију Финске у њеном другом учешћу на европским првенствима у дворани представљало је пет атлетичара који су се такмичио у 5 дисциплина.
На овом првенству Финска није освојила ниједну медаљу.
У табели успешности (према броју и пласману такмичара који су учествовали у финалним такмичењима (првих 8 такмичара) Финска је са два учесника у финалу заузела 17 место са 5 бодова, од 21 земље које су имале представнике у финалу. На првенству су учествовале 23 земље чланице ЕАА. Једино Турска и Данска нису имале представнике у финалу.
| Плас. | Земља  | 1. место | 2. место | 3. место | 4. место | 5. место | 6. место | 7. место | 8. место | Бр. финал. - Бод. |
| ----- | ------ | -------- | -------- | -------- | -------- | -------- | -------- | -------- | -------- | ----------------- |
| 17.   | Финска | −        | −        | −        | −        | 1 − 4    | −        | −        | 1 − 1    | 2 − 5             |

## Учесници
Мушкарци
| Бр. | Дисциплина   | Мушкарци       | Жене | Укупно |
| --- | ------------ | -------------- | ---- | ------ |
| 1.  | 1.500 м      | Пека Васала    |      | 1      |
| 2.  | 3.000 м      | Руне Холмен    |      | 1      |
| 3.  | Скок мотком  | Анти Калиомеки |      | 1      |
| 4.  | Скок удаљ    | Кари Палмен    |      | 1      |
| 5.  | Бацање кугле | Сепо Симола    |      | 1      |
|     | Укупно (5)   | 5              | 0    | 5      |

## Резултати

### Мушкарци
| Атлетичар      | Дисциплина   | Лични рекорд | Квалификације | Квалификације | Полуфинале | Полуфинале | Финале               | Финале       | Детаљи |
| Атлетичар      | Дисциплина   | Лични рекорд | Резултат      | Место         | Резултат   | Место      | Резултат             | Место        | Детаљи |
| -------------- | ------------ | ------------ | ------------- | ------------- | ---------- | ---------- | -------------------- | ------------ | ------ |
| Пека Васала    | 1.500 м      |              | 3:52,1        | 5. уг гр 2    |            |            | Није се квалификовао | 16. / 24     |        |
| Руне Холмен    | 3.000 м      |              | 8:11,5        | 5 у гр 1      |            |            | Није се квалификовао | 8. /15.      |        |
| Анти Калиомеки | скок мотком  |              |               |               |            |            | 5,00                 | 5. / 15 (16) |        |
| Кари Палмен    | скок удаљ    |              |               |               |            |            | 7,51                 | 12. / 17     |        |
| Сепо Симола    | бацање кугле |              |               |               |            |            | 18,19                | 8./15        |        |

## Биланс медаља Финске после 2. Европског првенства у дворани 1970—1971.
|     | ЕП     |   |   |   |   | !УП  |
| 1.  | 1970.  | 0 | 0 | 1 | 1 | =12. |
| 2.  | 1971.  | 0 | 0 | 0 | 0 | =16. |
| 1-2 | Укупно | 0 | 0 | 1 | 1 | =16. |
| --- | ------ | - | - | - | - | ---- |

|                                        | ЕП                                     |                                        |                                        |                                        |                                        |                                        |
| Није било вишеструких освајача медаља. | Није било вишеструких освајача медаља. | Није било вишеструких освајача медаља. | Није било вишеструких освајача медаља. | Није било вишеструких освајача медаља. | Није било вишеструких освајача медаља. | Није било вишеструких освајача медаља. |
| -------------------------------------- | -------------------------------------- | -------------------------------------- | -------------------------------------- | -------------------------------------- | -------------------------------------- | -------------------------------------- |

## Фински освајачи медаља после 2. Европског првенства 1970—1971.
|    | Атлетичар/ка | м | ж | ЕП       | Дисциплина |   |   |   |   |
| -- | ------------ | - | - | -------- | ---------- | - | - | - | - |
| 1. | Јарко Тапола | м |   | 1970.    | 60. м      |   |   |   | 1 |
|    | Укупно       | 1 | 0 | 1970—71. |            | 0 | 0 | 1 | 1 |